# Dniprelstan, Novomoskovsk
Dniprelstan (în ucraineană Дніпрельстан) este un sat în comuna Mîkolaiivka din raionul Novomoskovsk, regiunea Dnipropetrovsk, Ucraina.

## Demografie
Componența lingvistică a localității Dniprelstan
     Ucraineană (96,26%)
     Rusă (1,87%)
     Alte limbi (0,93%)
Conform recensământului din 2001, majoritatea populației localității Dniprelstan era vorbitoare de ucraineană (96,26%), existând în minoritate și vorbitori de rusă (1,87%).